# Bataille du Chemin des Dames
Pour les articles homonymes, voir Bataille de l'Aisne.
Première Guerre mondiale
Batailles
Front d'Europe de l’Ouest
- Liège (8-1914)
- Namur (8-1914)
- Frontières (8-1914)
- Anvers (9-1914)
- Grande Retraite (9-1914)
- Marne (9-1914)
- Course à la mer (9-1914)
- Yser (10-1914)
- Messines (10-1914)
- Ypres (10-1914)
- Givenchy (12-1914)
- 1re Champagne (12-1914)
- Hartmannswillerkopf (1-1915)
- Neuve-Chapelle (3-1915)
- 2e Ypres (4-1915)
- Colline 60 (4-1915)
- Artois (5-1915)
- Festubert (5-1915)
- Quennevières (6-1915)
- Linge (7-1915)
- 2e Artois (9-1915)
- 2e Champagne (9-1915)
- Loos (9-1915)
- Verdun (2-1916)
- Redoute Hohenzollern (3-1916)
- Hulluch (4-1916)
- 1re Somme (7-1916)
- Fromelles (7-1916)
- Arras (4-1917)
- Vimy (4-1917)
- Chemin des Dames (4-1917)
- 3e Champagne (4-1917)
- 2e Messines (6-1917)
- Passchendaele (7-1917)
- Cote 70 (8-1917)
- 2e Verdun (8-1917)
- Malmaison (10-1917)
- Cambrai (11-1917)
- Bombardements de Paris (1-1918)
- Offensive du Printemps (3-1918)
- Lys (4-1918)
- Aisne (5-1918)
- Bois Belleau (6-1918)
- 2e Marne (7-1918)
- 4e Champagne (7-1918)
- Château-Thierry (7-1918)
- Le Hamel (7-1918)
- Amiens (8-1918)
- Cent-Jours (8-1918)
- 2e Somme (9-1918)
- Bataille de la ligne Hindenburg
- Meuse-Argonne (10-1918)
- Cambrai (10-1918)

Front italien
Front d'Europe de l’Est
Front des Balkans
Front du Moyen-Orient
Front africain
Bataille de l'Atlantique
La bataille du Chemin des Dames, aussi appelée seconde bataille de l'Aisne ou « offensive Nivelle » a lieu pendant la Première Guerre mondiale. Elle commence le 16 avril 1917 à 6 h du matin par la tentative française de rupture du front allemand entre Soissons et Reims vers Laon, sous les ordres du général Nivelle : « L'heure est venue, confiance, courage et vive la France ! ». La bataille se prolonge jusqu'au 24 octobre 1917 avec des résultats stratégiques discutés et de très lourdes pertes humaines dans les deux camps.

## La situation militaire en avril 1917
L'armée française est sortie victorieuse de la bataille de Verdun en décembre 1916 et la bataille de la Somme s'achève en novembre 1916. Se pose la question de la suite à donner aux opérations.
La décision d'une offensive de grande ampleur a été prise par le général Joffre alors qu'il était encore à la tête de l'armée française. Les grandes lignes de l'offensive sont alors décidées : ce sera une attaque conjointe avec les troupes anglaises sur le front entre Vimy et Reims. Celui-ci a la forme d'un angle droit : entre Vimy et Soissons, le front est d'orientation nord-sud, et ouest-est entre Soissons et Reims. Tandis que les Anglais attaqueront sur la ligne entre Vimy et Soissons, les Français le feront entre Soissons et Reims afin d'affronter les Allemands selon deux directions différentes.
En décembre 1916, tandis qu'Hubert Lyautey devient ministre de la Guerre, mais démissionne en mars 1917 refusant d'appliquer le plan Nivelle, Nivelle remplace Joffre à la tête des armées, et reprend le projet de Joffre : son idée est de concentrer un maximum de forces sur cette partie du front afin de l'enfoncer.
Sûrement pour prévenir une telle offensive, dont l'ampleur ne permet pas de garder le secret absolu, les Allemands se replient du 15 au 19 mars 1917 sur la ligne Hindenburg. Leur front est réduit de 70 kilomètres, permettant d'économiser de nombreuses divisions. L'angle droit de la ligne de front est gommé : la ligne de défense s'étend désormais dans une direction nord-ouest/sud-est de Vimy à Reims en passant par le Chemin des Dames. Les Alliés mettent une semaine à se rendre compte de l'ampleur de ce retrait. Le plan initial de l'offensive est désormais caduc. Nivelle et ses généraux adaptent leur projet à cette situation nouvelle et dissocient l'attaque anglaise sur Vimy de l'attaque française qui se centrera sur le Chemin des Dames.

## Atermoiements et interventions politiques
Alors que Joffre montait ses offensives comme il l'entendait, Nivelle est loin de bénéficier de la liberté d'action de son prédécesseur et doit rendre des comptes. Il ne trouve une adhésion totale ni parmi les politiques ni parmi les militaires. L'ancien ministre de la Guerre  Lyautey avait affirmé ne pas croire au plan Nivelle. Le nouveau ministre Paul Painlevé, nommé après le 19 mars, lui est hostile. Il sonde plusieurs généraux qui avouent leur scepticisme vis-à-vis du projet de Nivelle. Celui-ci se sent discuté et offre sa démission début avril. Mais, Painlevé, Poincaré et Alexandre Ribot, en dépit du peu de soutien des généraux commandants de groupe d'armées, inquiets d'un possible effondrement du front russe, refusent sa démission et décident de maintenir la date de l'offensive.

## Le terrain
Le Chemin des Dames est un plateau calcaire, orienté est-ouest, situé entre la vallée de l'Aisne, au sud, et la vallée de l'Ailette, au nord. Ce plateau est un bel observatoire, tant vers le nord et la plaine située à l'est entre Reims et Laon, que vers celle située au sud depuis Soissons.
Les Allemands sont présents sur le plateau depuis septembre 1914. Ils ont eu le temps de transformer cet observatoire en forteresse en aménageant les carrières souterraines (caverne du Dragon), en creusant des souterrains permettant de relier l'arrière aux premières lignes, en édifiant et camouflant de nombreux nids de mitrailleuses.
Depuis cette date, c'est un secteur relativement tranquille qui n'a pas fait l'objet, depuis la fin 1915, de grosses offensives. Les Allemands tiennent la ligne de crête et les Français sont établis sur les pentes.

## Les forces en présence

### Du côté français

#### Le commandement
Nivelle est à la tête des opérations. Sur le terrain, le Groupe d'Armée de Réserve, sous le commandement du général Micheler, se compose de la 5e Armée sous les ordres du général Mazel, de la 6e Armée sous les ordres du général Mangin et de la 10e Armée sous les ordres du général Duchêne.

#### Les troupes
- La 5e Armée du général Mazel compte 16 divisions d'infanterie réparties en 5 corps, une division de cavalerie, deux brigades russes et un peu moins de 200 chars d'assaut répartis en cinq groupes.
- La 6e Armée du général Mangin compte 17 divisions d'infanterie réparties également en cinq corps, une division de cavalerie et une division territoriale. De nombreux régiments de troupes coloniales, tirailleurs sénégalais et zouaves, constituent des « troupes de choc ».
- Les troupes africaines doivent attaquer sur le secteur le plus stratégique du plateau, au niveau de l'isthme d'Hurtebise, face à la Caverne du Dragon. Sur les 15 000 Africains présents face aux lignes allemandes, 6 000 mourront le 16 avril.
- La 10e Armée du général Duchêne comptant neuf divisions d'infanterie est en réserve.
- La 4e Armée du général Anthoine, également en réserve, avec cinq divisions d'infanterie et le 2e Corps d'Armée colonial sous les ordres du général Blondlat.

Cette force d'environ 850 000 hommes dispose de 2 700 pièces d’artillerie de 75 et 2 300 mortiers lourds, dont 790 canons modernes.

### Du côté allemand

#### Le commandement

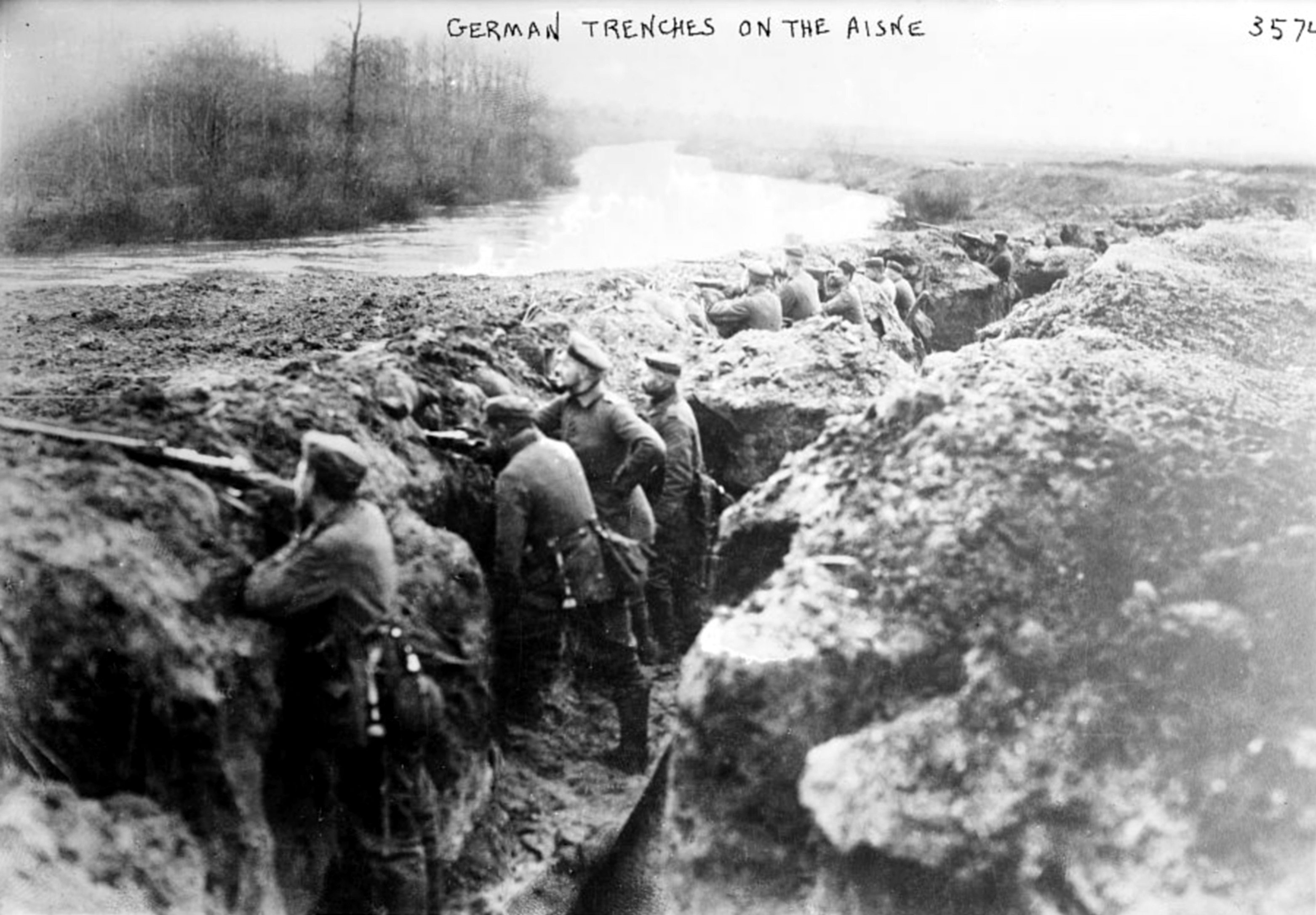
Tranchée allemande sur l'Aisne.

Le commandement de l'armée allemande est assuré par Hindenburg et par Erich Ludendorff sous l'autorité du Kronprinz, fils de Guillaume II : la Ire et la VIIe. Fritz von Below est à la tête de la Ire Armée. La VIIe Armée quant à elle est commandée par Max von Boehn. Il y a également une troisième armée qui s'étend du nord de Reims jusqu'au nord de Verdun, c'est la IIIe Armée de Karl von Einem (connu également sous le nom de von Rothmaler) qui la commande depuis le 15 septembre 1914.

#### Les troupes
La VIIe Armée que commande général Boehn depuis le 11 mars compte alors 14 divisions, elle est déployée de Vauxaillon à Berry-au-Bac. Du nord de Berry-au-Bac au nord de Reims, c'est le général von Below qui prend le relais avec la Ire Armée. Les Allemands occupent une zone puissamment fortifiée, avec des mitrailleuses sous abri et un excellent réseau souterrain communiquant avec la ligne de crête. De plus, les Allemands ont l'avantage aérien, disposant de 530 avions de chasse.

## Le plan français
Le plan prévoit une concentration maximale de forces sur 30 km de front. Le terrain doit être préparé par un bombardement d'artillerie massif chargé de détruire les premières lignes allemandes. Ensuite, les troupes d'infanterie doivent s'élancer protégées par un barrage roulant d'artillerie.
Ce plan ne tient pas assez compte du terrain qui est très défavorable, les troupes françaises se situant en contrebas et devant se lancer à l'assaut de pentes fortifiées. D'autre part, le bombardement sur 30 kilomètres de front ne peut être aussi dense que lorsqu'il s'agit de prendre un fort.

### Les objectifs
L'idée de base du plan proposé par Nivelle est de percer sur la ligne du Chemin des Dames, entre Reims et Hurtebise, en passant par les Cavaliers de Courcy, en utilisant la méthode qui lui a réussi à l'automne 1916 quand il a regagné le terrain perdu à Verdun.
Une fois le front des premières et deuxièmes lignes allemandes enfoncées, une armée de réserve sera lancée pour exploiter la trouée et obtenir l'effondrement des armées allemandes. À cet effet, on rattachera à cette armée deux corps de cavalerie, cette cavalerie qui retrouverait alors ses chevaux et son rôle classique au lieu de la boue des tranchées dans laquelle elle combat depuis la stabilisation du front.
Pour s'assurer de la réussite, la progression des troupes doit donc être très rapide dès le début de l'offensive. Le général Mangin estime que les soldats devront progresser à la vitesse de 100 mètres toutes les trois minutes, un peu plus vite qu'à Verdun où il a repris le fort de Douaumont quelques mois plus tôt en appliquant cette méthode.
Ainsi, il est prévu au soir du premier jour que la 6e armée aura franchi l'Ailette. À J+1, la cavalerie doit couvrir la plaine située au nord de Laon ; à J+4, on doit atteindre la Somme.

### Les moyens
Nivelle prévoit un Groupe d'Armées de Réserve (G.A.R.) aux ordres du général Micheler, qui viendra s'intercaler entre le Groupe d'Armées du Nord et le Groupe d'Armées du Centre. Ce G.A.R. comprend quatre armées, la 5e, 6e, 10e et la 4e Armée. Les 5e et 6e armées étant chargées de la percée, la 10e Armée de Duchêne et la 4e Armée du général François Anthoine sont tenues en réserve, et seront utilisées pour exploiter la réussite.
Cela donne un total de 17 corps d'armée regroupant 56 divisions. Parmi ces divisions, quatre d'infanterie coloniale et cinq de cavalerie.
Nivelle, artilleur de formation, compte beaucoup sur l'artillerie pour écraser les défenses allemandes. Cela compensera l'avantage que donne aux défenseurs la géographie des lieux prévus pour l'attaque. L'idée est de profiter de la puissance d'une artillerie lourde plus nombreuse qui, pouvant tirer plus loin que dans les offensives précédentes, devrait permettre non seulement d'anéantir les positions de premières lignes mais aussi d'interdire l'arrivée de renforts et de faire taire les canons allemands.
Le plan s'est particulièrement attaché à réduire les contraintes d'approvisionnement. L'Aisne coule au sud, parallèlement au Chemin des Dames, en vue directe des observatoires allemands. Pour éviter que l'arrivée des renforts, munitions, etc. ne soit tributaire des points de passage obligés sur cette rivière (et de même pour les flux descendants, comme les blessés), d'innombrables ponts et passerelles supplémentaires ont été construits en secret, ainsi qu'un vaste réseau de routes et de voies ferrées supplémentaires.

### Rôle des chars
Pour la première fois, une artillerie spéciale est massivement engagée. Les chars sont prévus pour évoluer où cela leur sera possible, c'est-à-dire à l'est et à l'ouest du Chemin des Dames dont les pentes leur sont praticables. À l'est, du côté de Berry-au-Bac, et rattaché au 32e corps de la 6e Armée, il y a le groupement Bossut avec ses 82 chars Schneider. Le groupement Chaubès, équipé de 50 chars Saint-Chamond, est rattaché au 5e corps d'armée. À l'ouest, du côté de Laffaux, il n'y a pas de chars pour accompagner l'assaut du 16 avril 1917. En mai, il y aura le « groupement Lefèbvre », rattaché au 37e corps de la 6e Armée.
Le premier assaut de chars de l'histoire militaire française a lieu le 16 avril 1917. Des 128 chars engagés, 57 sont détruits, entraînant la mort ou la disparition de 94 hommes d'équipage et 109 blessés. Difficilement manœuvrables, sans tourelle, mal blindés avec des réservoirs de carburant mal protégés, les 22 tonnes du char Saint-Chamond en font une cible facile pour les Allemands.

### Les tactiques

#### L'artillerie
Le rôle de l'artillerie est primordial : un bombardement massif et continu doit permettre à l'infanterie de progresser rapidement. Les Français disposent pour cela de 5 310 canons qui tireront 5 millions d'obus de 75 et 1,5 million de munitions de gros calibre.
Nivelle estime que la préparation de l'offensive par l'artillerie doit permettre de détruire jusqu'aux septième ou huitième lignes ennemies. Pendant cette préparation, du 12 au 15 avril 1917, 533 obus sont tirés en moyenne par minute. Mais le temps très couvert de cette première quinzaine d'avril rend les réglages d'artillerie approximatifs.
Une fois l'offensive lancée, conformément à la vitesse de progression voulue par Nivelle le barrage d'artillerie doit progresser de 100 mètres toutes les trois minutes. Lors des dernières offensives de la bataille de Verdun, le barrage devait avancer de 100 mètres toutes les quatre minutes. En outre les soldats vont devoir escalader les pentes du Chemin des Dames et réduire les résistances ennemies tout en collant au barrage d'artillerie pour éviter que la défense allemande n'ait le temps de s'organiser entre la fin du bombardement et l'arrivée des fantassins.

#### L'infanterie
L'infanterie est chargée de s'engouffrer dans les brèches faites par l'artillerie, de nettoyer les premières lignes et prendre les lignes plus en arrière. L'objectif est d'atteindre le sud de Laon avant le soir. 180 000 hommes sont massés au pied des premières lignes allemandes, prêts à s'élancer. Les troupes de seconde ligne doivent dépasser rapidement ces hommes pour bousculer les défenses ennemies et emporter la victoire. En fait, elles se contenteront de les seconder.
Les fantassins doivent attaquer en tenue d'assaut. Le règlement d'infanterie de janvier 1917, précise qu'il s'agit de porter, en sautoir, la couverture roulée dans la toile de tente ; un outil individuel, la musette de vivres, la musette à grenades (en théorie, cinq grenades dont deux VB, mais on ira jusqu'à distribuer 16 grenades par homme), un bidon d'eau de deux litres et un bidon supplémentaire d'un litre, le masque à gaz (deux si possible), des sacs à terre, un panneau de signalisation ou des feux de Bengale, le paquet de pansements, les vivres du jour, les munitions (120 cartouches). En revanche, le sac est laissé sur place.
Mais certaines unités attaqueront avec tout leur barda sur le dos. Ce sera le cas, par exemple, des troupes du 20e corps. En plus, ils ont des vivres pour six jours.

#### Les chars
Les 194 chars (Schneider et Saint-Chamond) disponibles sont éparpillés entre différentes unités[réf. souhaitée]. C'est contraire aux directives du général Estienne mais correspond au rôle qu'on veut leur faire tenir : accompagner l'infanterie. Pour monter en ligne, les « batteries » se déplacent en colonne. Pour combattre, elles se mettent en ligne. Le char de commandement a alors deux de ses tanks à sa gauche et le dernier à sa droite.
Pour communiquer, le commandant d'unité dispose de fanions, qu'il agite pour indiquer ses ordres. Il dispose aussi de pigeons voyageurs dont les cages sont emportées dans l'habitacle.
Au combat, chaque AS (c'est le sigle sous lequel on désigne les batteries, AS et un numéro) est accompagnée d'une compagnie d'infanterie ; pour le « groupement Bossut », ce sont donc cinq compagnies de fantassins qui viennent du 154e régiment d'infanterie de ligne et, pour le « groupement Chaubès », ce sont trois compagnies du 76e régiment d'infanterie de ligne. Dans la pratique, l'infanterie se révélera incapable, sous le feu allemand, de suivre les chars.

## La bataille

### Le paysage du champ de bataille
Les conditions météorologiques sont terriblement mauvaises quand commence l'offensive. En ce printemps 1917, il fait très froid et il neige même le 16 avril. Les Sénégalais qui se sont entraînés sur la Côte d'Azur, ne sont pas préparés à de telles températures. Nombre d'entre eux souffrent du gel. Le 17 avril, la pluie tombe d'une manière quasiment continue et rend le terrain très boueux. C'est surtout le mauvais temps qui gêne les préparations d'artillerie dont les objectifs visés ne seront pas toujours atteints. Les soldats qui s'élancent le 16 avril trouvent des positions allemandes très peu touchées par le bombardement.
Les tirs d'artillerie ont mis la terre à nu et ont sculpté un paysage lunaire (trous d'obus, absence de végétation). Cette terre boueuse est continuellement retournée par les obus : elle n'est donc pas stable, elle se dérobe sous les pieds si bien que le soldat ne cesse de tomber, pour se relever et tomber à nouveau.

### L'offensive du 16 avril

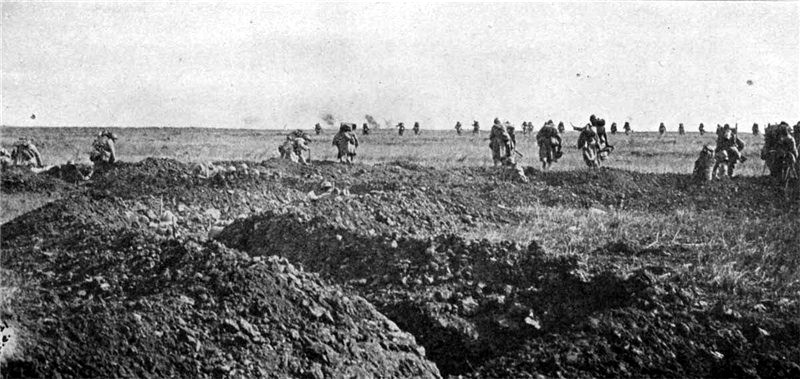
Assaut français au Chemin des Dames.

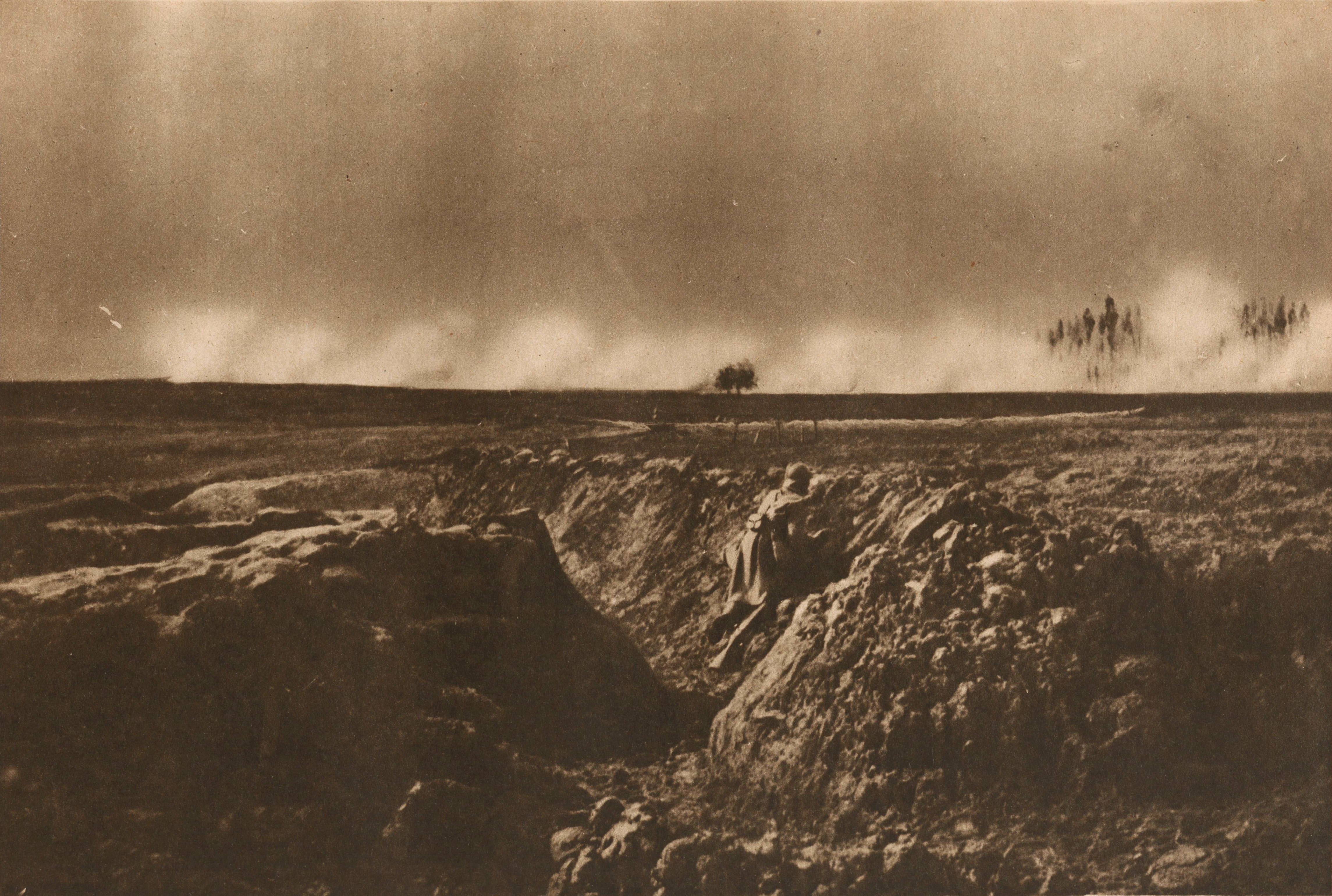
Tir de barrage sur Craonne.

- 3 h 30 : les hommes de première ligne se réveillent, se préparent et avancent jusqu'aux lignes ennemies.
- 6 h 0 : l'offensive française est lancée, les hommes sautent les parapets et gagnent les premières lignes.
- 7 h 0 : selon le député Jean Ybarnégaray : « La bataille a été livrée à 6 heures, à 7 heures, elle est perdue ». Un peu partout sur le front, les hommes se rendent compte que l'avancée n'est pas aussi rapide que prévu. En effet, ceux qui se sont lancés à l'assaut échouent contre des deuxièmes lignes très peu entamées par les bombardements. Ils sont de plus pris en enfilade par des nids de mitrailleuses cachés et sont même parfois pris à revers par des soldats allemands qui sortent des souterrains comme à Hurtebise. En effet le terrain est très favorable aux défenseurs : situation en surplomb, réseau de souterrains desservant des carrières souterraines (les creutes) et des abris bétonnés, alors que les assaillants ne peuvent pas se protéger, doivent grimper une pente souvent raide et progressent sur un sol très instable. Les pertes sont considérables parmi les troupes qui faisaient partie de la première vague d'assaut. Le soldat Paul Clerfeuille note ainsi dans son journal : « la première vague part, mais est aux deux tiers fauchée par les mitrailleuses ennemies qui sont dans des petits abris en ciment armé[11]. » La 10e division d'infanterie coloniale qui s'élance sur Hurtebise est aussi décimée : les pertes s'élèvent à 150 officiers et 5 000 soldats dont la moitié sont des tirailleurs sénégalais.
- 9 h 0 : à l'est du Chemin des Dames, les chars d'assaut sont engagés dans le secteur de Berry-au-Bac, mais cette première intervention des chars dans l'Armée française est un échec cuisant : sur 128 chars engagés, 57 sont détruits, 64 sont tombés en panne ou sont enlisés[12]. En effet, ces chars sont lourds, lents (4 km/h) et restent souvent prisonniers d'un terrain marécageux. Ce sont donc des cibles faciles pour l’artillerie, d'autant plus que le réservoir d'essence placé sur le côté n'est pas protégé. Les pertes là aussi sont lourdes : 33 officiers et 147 hommes du rang.
- 14 h 0 : premier communiqué officiel : « la lutte d'artillerie a pris un caractère de violence extrême pendant la nuit sur tout le front compris entre Soissons et Reims ». Il n'est pas encore question de l'offensive mobilisant plus d'un million d'hommes et qui a été lancée à six heures du matin. C'est que sur le terrain, la situation ne s'améliore pas. Il s'est mis à neiger et les soldats s'aperçoivent qu'ils ne progressent guère, que l'offensive est un échec. Le soldat Paul Clerfeuille écrit ainsi dans son journal : « Ordre nous est donné de creuser des trous individuels. Moi qui ai entendu parler du plan, je sais qu'à cette heure nous devrions déjà avoir passé Craonne et être dans la vallée de l'Ailette. Je dis aux camarades : « Ça ne va pas ! » c'était vrai. […] le plan d'attaque du général Nivelle est raté[13]. »
- En fin de journée, les gains de terrain sont minimes : les seules avancées véritables sont en fait réalisées en contrebas du plateau entre Soupir et Chivy ou plus à l'est dans le secteur de La Ville-aux-Bois et celui de Loivre au nord de Reims. Ailleurs, c'est-à-dire sur le plateau du Chemin des Dames entre Cerny-en-Laonnois et Craonne, les forces françaises ont été repoussées. Les pertes en revanche sont considérables. Selon J.F. Jagielski[14], les pertes s'élèvent à 134 000 hommes dont 30 000 tués pour la semaine du 16 au 25 avril.

Bien que le général Nivelle ait promis que l'offensive durerait 24 heures, 48 heures maximum, elle se poursuit durant des semaines.

### La poursuite de l'offensive du 16 avril 1917- au 24 octobre 1917

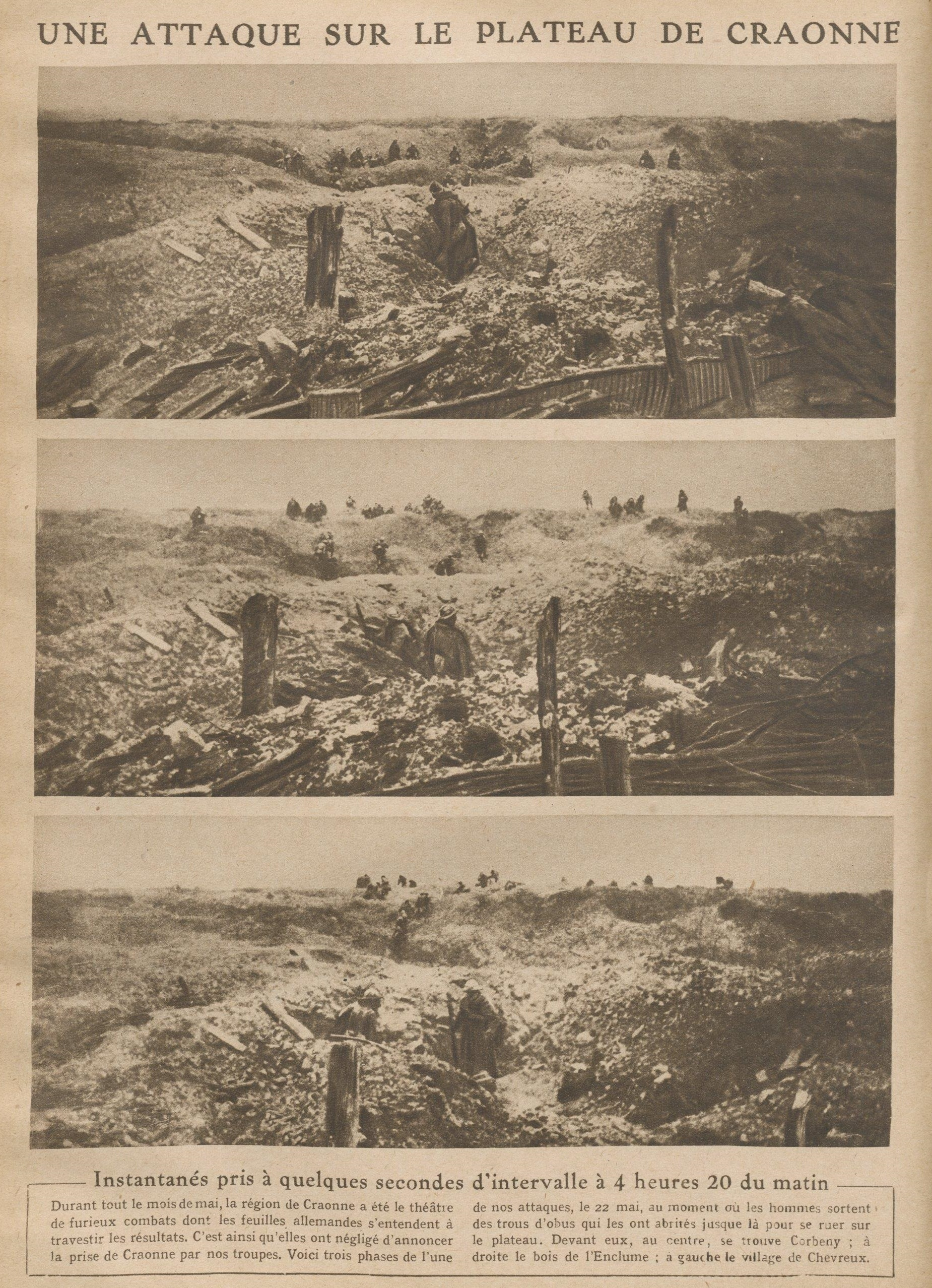
Trois vues d'une attaque française à Craonne en mai 1917, dans le secteur du village de Corbeny publié dans Le Miroir n°185, hebdomadaire photographique.

### La poursuite de l'offensive du16 avrilau24 octobre 1917

#### Du 17 avril au 21 avril
Le 17 avril : à l'offensive sur le Chemin des Dames, s'ajoute une nouvelle attaque à l'est de Reims dans le secteur de Moronvilliers. Sur le Chemin des Dames, le fort de Condé et le village de Braye-en-Laonnois sont pris par les Français.
Entre le 18 avril et le 21 avril : c'est maintenant au tour de la 10e armée, celle de réserve, de passer à l'attaque. Elle va engager le 9e et le 18e corps, sur la partie est du Chemin des Dames, entre Craonne et Hurtebise.
Le 20 avril : suspension provisoire de l'offensive.

#### Du 22 avril à la bataille des Observatoires
Le 22 avril : il est décidé d'arrêter toute offensive massive au profit d'offensives partielles.
Le 29 avril : remaniement dans l'état-major. Le général Mangin est relevé de son commandement.
Le 30 avril : l'offensive reprend sur les monts de Champagne.
Le 4 mai : le 18e régiment d'infanterie se lance à l'attaque du village de Craonne à 18 h. Cette attaque surprend les Allemands, le rebord du plateau de Californie est pris.
Le 5 mai : le 18e régiment d'infanterie attaque avec le 34e régiment d'infanterie pour consolider les positions sur le plateau. Les Français réussissent à prendre pied sur le plateau mais ne peuvent déboucher sur l'Ailette. Les pertes s'élèvent autour de 800 hommes pour le 18e régiment d'infanterie entre le 4 et le 8 mai et plus de 1 100 hommes pour le 34e régiment d'infanterie.
La 10e armée attaque les plateaux de Vauclair et des Casemates.
Le même jour, une offensive est lancée sur Laffaux par le 1er Corps d'armée coloniale : les ruines du moulin sont prises.
Le 8 mai : nouvelle suspension de l'offensive.
Le 15 mai : Le général Pétain remplace Nivelle. Le gouvernement est au courant des premiers actes de désobéissance.
Du 20 mai à fin juin : le front est secoué par les mutineries qui affectent plus de 150 unités. Ces refus d'obéissance concernent des troupes au repos que l'on veut renvoyer à l'assaut.
Le 4 juin 1917 : à la demande du général Maistre, commandant de la 6e armée, les offensives prévues en juin sont ajournées à cause des mutineries.
Seconde quinzaine de juin : une grande contre-offensive allemande est lancée à la suite des informations sur les mutineries.
Le 25 juin : la 164e division d'infanterie s'empare de la caverne du Dragon. C'est le début de la bataille des observatoires qui dure tout l'été. Il s'agit d'un ensemble d'opérations pour contrôler des points hauts du Chemin des Dames.

#### La victoire de La Malmaison (23-25 octobre)
Le 23 octobre : une offensive, préparée par le général Pétain remplaçant du général Nivelle depuis le 15 mai, est lancée sur le fort de la Malmaison qui contrôle l'accès sur la crête du Chemin des Dames. La préparation d'artillerie a été massive et parfaitement coordonnée. Quand les troupes des 11e, 14e et 21e corps d'armée s'élancent, protégées par le barrage roulant de l'artillerie, les défenses allemandes sont déjà bien atteintes. Les chars sont de nouveau utilisés mais, cette fois, ils sont plus légers, plus rapides et attaquent frontalement en protégeant les fantassins. La victoire française est nette : les Allemands comptent 8 000 tués, 30 000 blessés et 11 500 prisonniers. Cette victoire ne peut faire oublier le dramatique échec de la bataille du Chemin des Dames, mais elle consacre une nouvelle stratégie offensive reposant sur l'utilisation massive de matériel moderne (artillerie, chars), concentré sur un point précis du front avec des objectifs limités dans l'espace et le temps, économisant ainsi les moyens humains. L'armée française attaque des positions stratégiques, infligeant de lourdes pertes à l'ennemi qui, trop sûr de sa force, s'y accroche et entame une partie de ses réserves. Mais ces attaques font l'objet de critiques, car elles ne font pas significativement bouger la ligne du front français, à un moment où les Allemands obtiennent de grands succès contre les Russes et les Italiens.

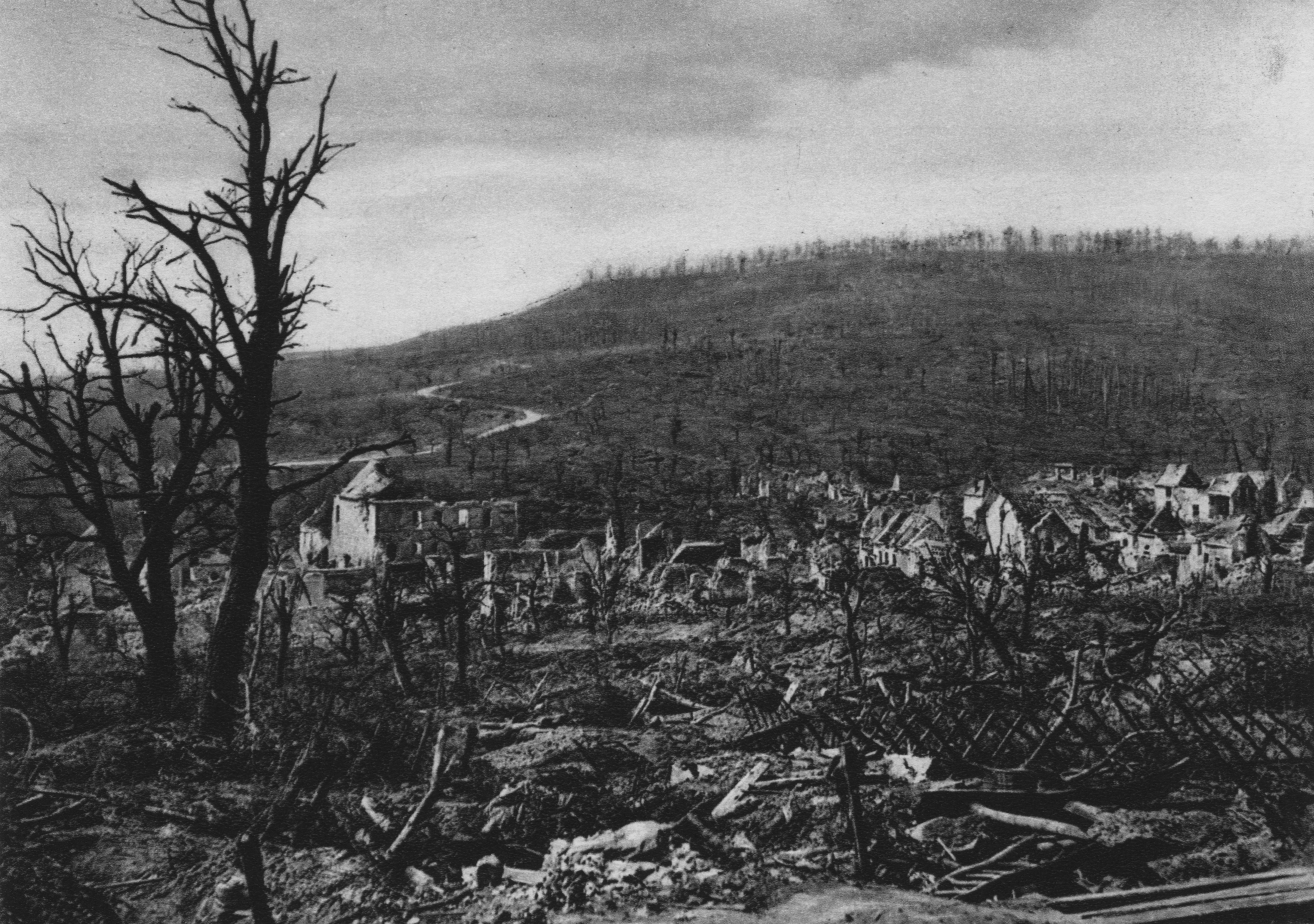
Le village de Soupir, en 1917.

## Les conséquences

### Sur le plan militaire
Selon les points de vue, l'offensive Nivelle a été décrite comme une grave défaite stratégique des Français, ou une coûteuse demi-victoire. Les Français ont bel et bien conquis quelques positions stratégiques et détruit des forces allemandes considérables, mais sont loin d'atteindre les objectifs de l'offensive. Les Allemands ont épuisé leurs réserves, mais tiennent encore. En fait, le bilan de l'offensive est bien meilleur que celui de toutes les attaques menées par Joffre en 1915. Mais, après tant d'échecs et le bain de sang de Verdun, des pertes qui auraient été jugées acceptables en 1915 ne le sont plus. D'autre part, le gouvernement civil a repris de l'influence. Face à Nivelle soutenu par Briand, un autre groupe politique, associant Painlevé et Pétain, demande l'arrêt de l'offensive et un changement de stratégie.
Le Premier ministre britannique Lloyd George déclare le 4 mai, à la conférence interalliée de Paris :

« Si on nous avait fait 55 000 prisonniers, capturé 800 canons et des milliers de mitrailleuses, dégagé 2 000 km2, imaginez la vague de pessimisme qui gagnerait nos opinions publiques, et l'on eût pavoisé à Berlin. Or c'est le contraire. »

Une commission d'enquête est instituée et dirigée par le général de division  Brugère, Nivelle est absous et plus tard muté à Alger. Brugère ajoute au rapport que « Pour la préparation comme pour l'exécution de cette offensive, le général Nivelle n'a pas été à la hauteur de la tâche écrasante qu'il avait assumée ». La commission souligne que la 6e armée, commandée par Mangin, a enlevé les premières positions allemandes et progressé de plusieurs kilomètres, pris 12 villages, 80 canons, 6 000 prisonniers et perdu au total 30 000 hommes (tués, blessés et disparus) du 16 au 30 avril, soit 8 % de son effectif.
À la suite de cet échec, les généraux Mazel (5e armée) et Mangin (6e armée) sont remplacés par les généraux Micheler et Maistre.
Pétain prend la place de Nivelle à la tête du grand quartier général français (GQG), le 15 mai 1917, au moment où éclatent les premières mutineries, signe de désespoir et de découragement dans une partie des troupes françaises.

### Les pertes
Cette bataille est vécue comme un échec pour l'armée française. Alors qu'elle devait être décisive, elle se solde par de lourdes pertes pour des gains sensibles mais insuffisants. Plus grave encore, son arrêt autorise les Allemands à rétablir leur situation très ébranlée. L'arrêt des opérations leur permet de se retourner vers l'est, d'assener des coups décisifs aux Russes, puis de ramener presque toutes leurs armées en France pour une offensive majeure en mars 1918. On peut dire que l'échec ou l'abandon de l'offensive Nivelle a entraîné le prolongement de la guerre d'une année, et favorisé la révolution bolchevique.
L'estimation des pertes a fait l'objet de polémiques en fonction de la période et du terrain retenus. Les chiffres ont été interprétés, dès le début de l'offensive, par les hommes politiques qui voulaient, soit arrêter l'offensive, soit la continuer. Le député Favre les estime à près de 200 000 hommes côté français au bout de deux mois d'offensives. C'est un bilan probable et assez peu éloigné du décompte incomplet réalisé par J.-F. Jagielski.
Chaque division a perdu en moyenne 2 600 hommes sur le Chemin des Dames. Les tirailleurs sénégalais, notamment, perdent plus de 7 000 hommes sur les 16 500 engagés (40-45 %) dans les premières journées, soit le quart de leurs pertes totales au cours de la guerre,.
Quant au bilan côté allemand, il est encore moins aisé à réaliser. L'état-major français estimait en juin 1917 les pertes allemandes autour de 300 000 hommes, ce qui est certainement exagéré. Le général en chef allemand Ludendorff a écrit : « Notre consommation en troupes et en munitions avait été ici aussi extraordinairement élevée. »

### Les mutineries
Les tribunaux militaires prononcèrent 3 427 condamnations dont 554 à mort ; à sept reprises Pétain refusa de transmettre les dossiers de recours en grâce et 43 mutins furent exécutés.

## Souvenir et commémoration
Le nom de Craonne, situé au cœur de la bataille du Chemin des Dames, a été popularisé par La Chanson de Craonne qui reste associée aux mutins de 1917 de la Première Guerre mondiale et fut interdite par le commandement militaire en raison de ses paroles antimilitaristes.

### Dans la culture
La bataille est l'inspiration du spectacle chorégraphique de 2016 « Noir de boue et d’obus » de Chantal Loïal, qui a été joué notamment en France et au Sénégal,,. Louis Maufrais a écrit un récit de ses expériences de médecin militaire sur le front de nombreuses batailles, dont celle du Chemin des Dames.

### Célébrations du centenaire
Dans le cadre de la Mission du centenaire qui a eu lieu en avril 2017, plusieurs commémorations ont été organisées en France, en particulier la venue pour la première fois d'un président de la République à Craonne, le 16 avril 2017.
François Hollande se rend d'abord sur le plateau de Californie, un lieu emblématique de la bataille, proche de Craonne. Dans un discours de quinze minutes prononcé devant une nécropole de soldats français, il explique que « longtemps, le Chemin des Dames est resté dans le silence parce qu'il était devenu le chemin des morts, parce que "les Dames" n'avaient pas accouché d'une victoire ». Saluant l'engagement des troupes coloniales, il explique que « leur destin nous rappelle la dette que nous avons souscrite à l'égard de ces hommes qui ont versé leur sang pour notre liberté ». Il rappelle également l'action des femmes, restées seules à l'arrière pour investir notamment les usines. Puis, aux côtés de l'ambassadeur d'Allemagne, il se dirige vers la caverne du Dragon à Oulches-la-Vallée-Foulon où il inaugure une sculpture en bronze de Haïm Kern et conclut son itinéraire en se recueillant au cimetière militaire allemand de Cerny-en-Laonnois qui abrite les restes de plus de 7 500 soldats.

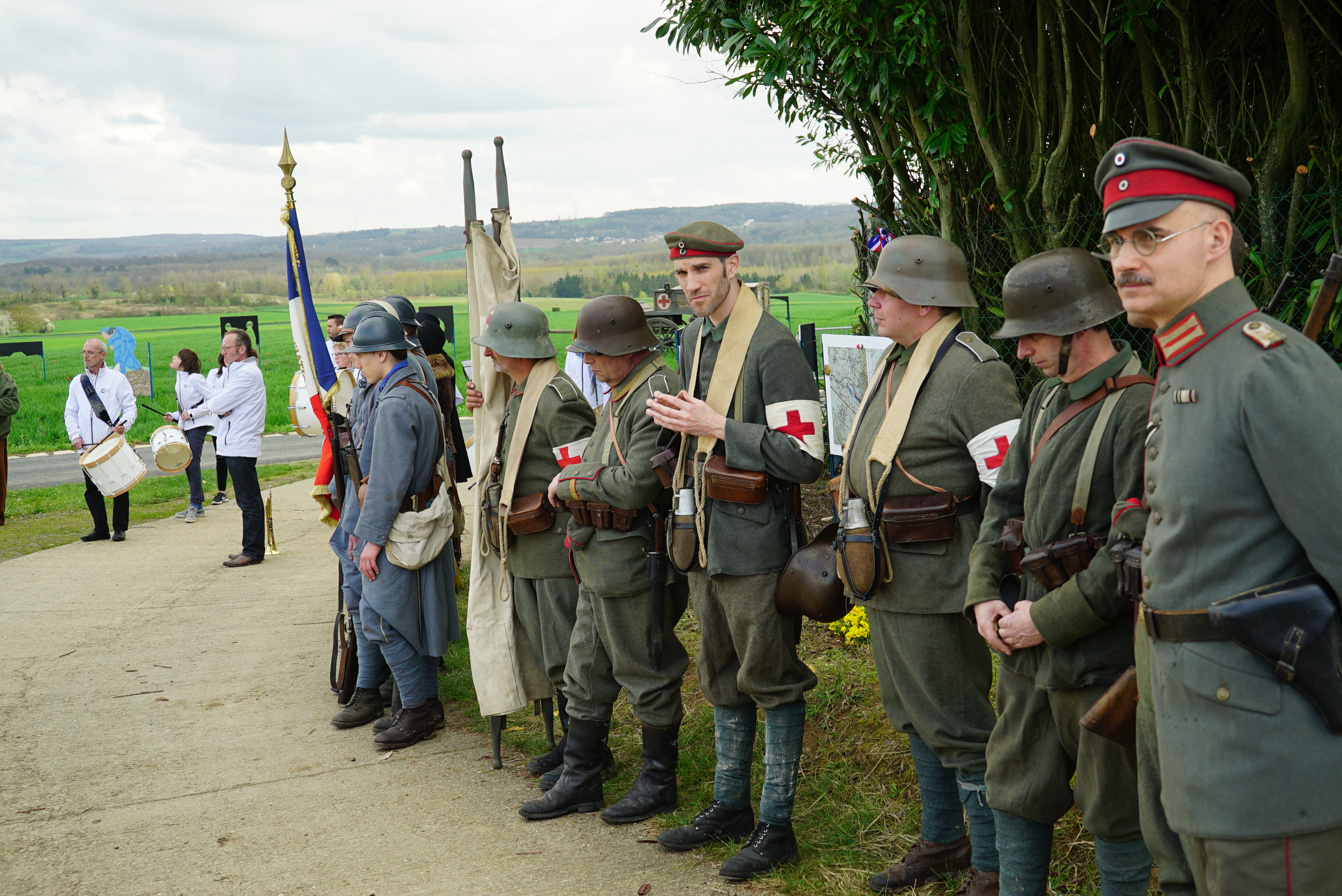
Pour les H.O.E comme à Prouilly.
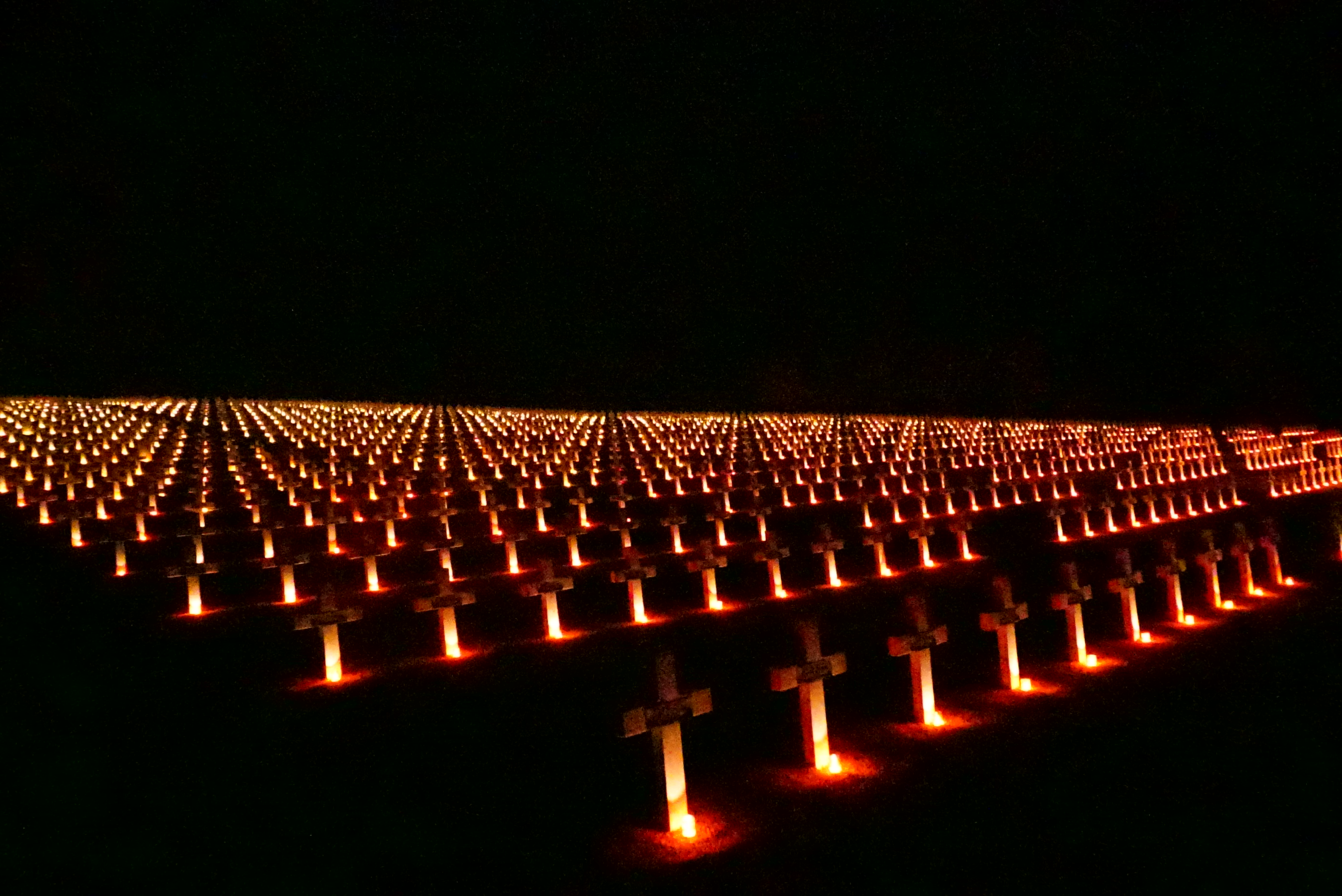
Nécropole nationale de Craonnelle.
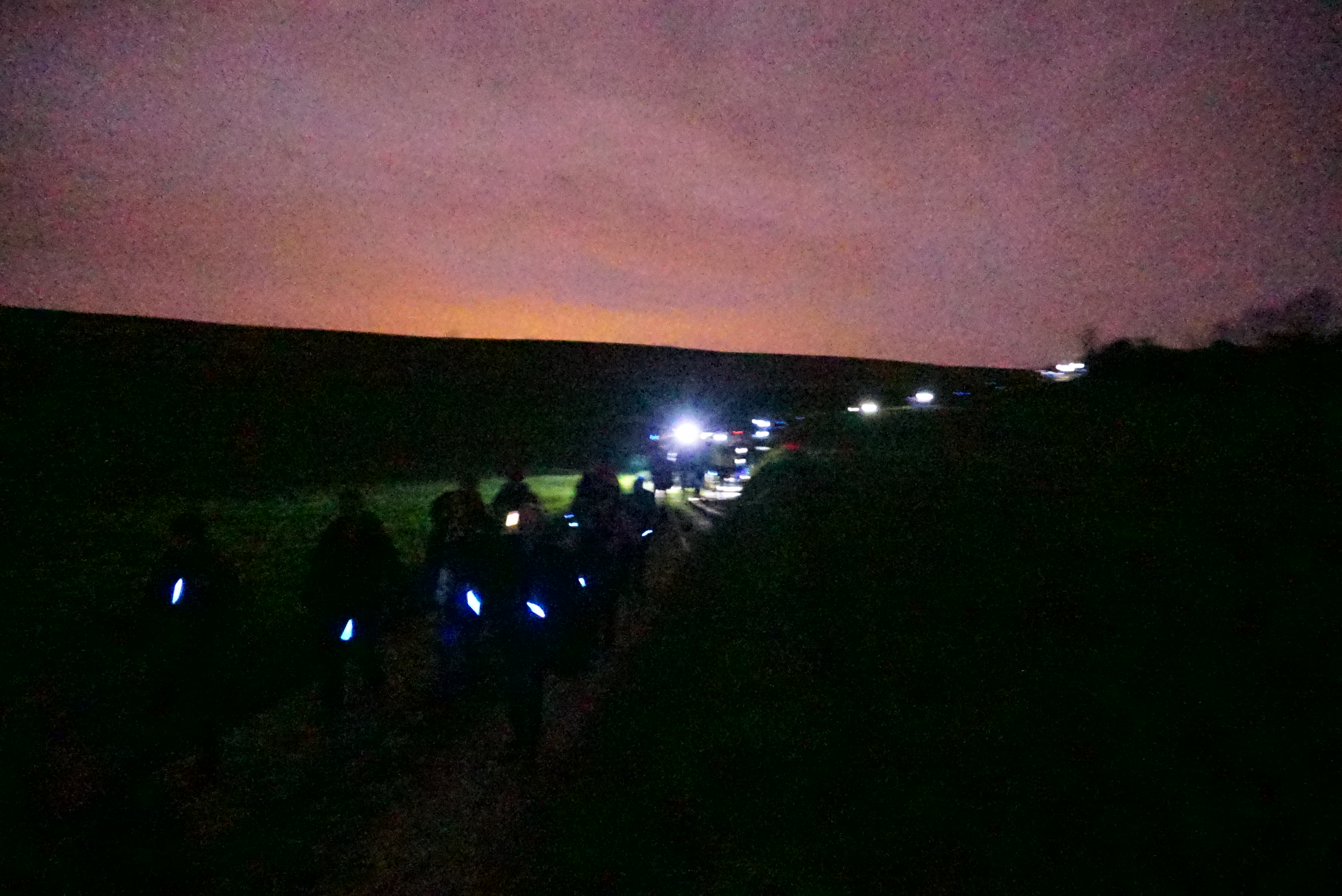
Les marches commémoratives de la montée à l'assaut.
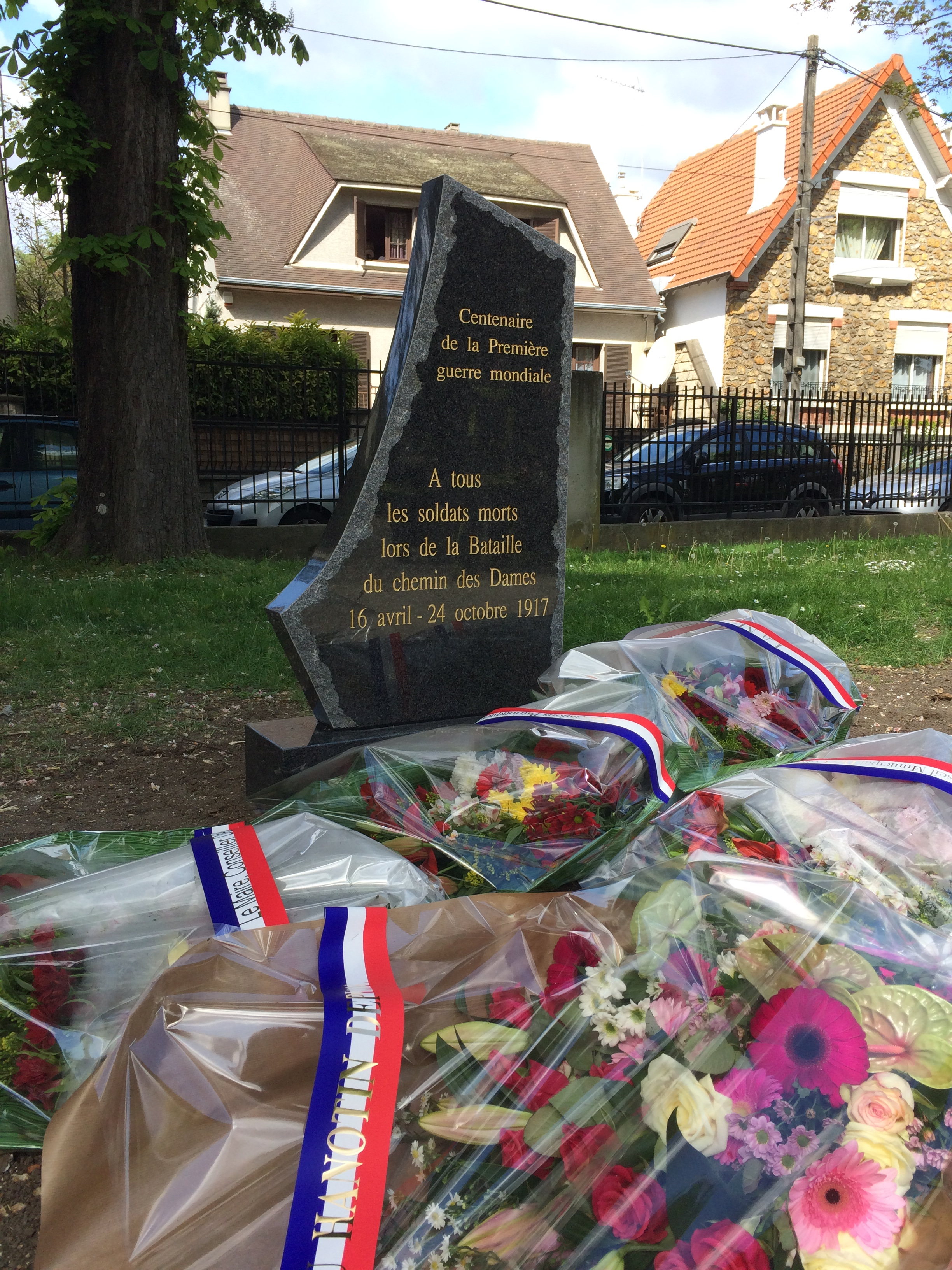
Stèle dévoilée à Pierrefitte-sur-Seine le 16 avril 2017.

### Marche «sans casque et sans arme»
Depuis 2007, tous les ans, le 16 avril est célébré à Craonne afin de commémorer la mort de ces milliers de soldats. À 6 h, le matin, depuis Craonne, les commémorants s'élancent sur le relief escarpé à l’assaut du plateau, « sans casque et sans arme », dans une marche de 3 heures 30,.

## Sources
- René-Gustave Nobécourt, Les Fantassins du Chemin des Dames, Robert Laffont, 1965.
- Revue 14-18, no 36, 2007, Espoirs et drames sur le Chemin des Dames.
- Henri Ortholan, La guerre des chars, Paris, Giovanangeli, 2007, 222 p. (ISBN 978-2-909034-99-7)  (voir le chapitre V).
- Nicolas Offenstadt (dir.), Le Chemin des Dames : de l'événement à la mémoire, Paris, Perrin, coll. « Tempus » (no 473), 2012, 785 p. (ISBN 978-2-262-03700-0, OCLC 820668261).

## Voir aussi

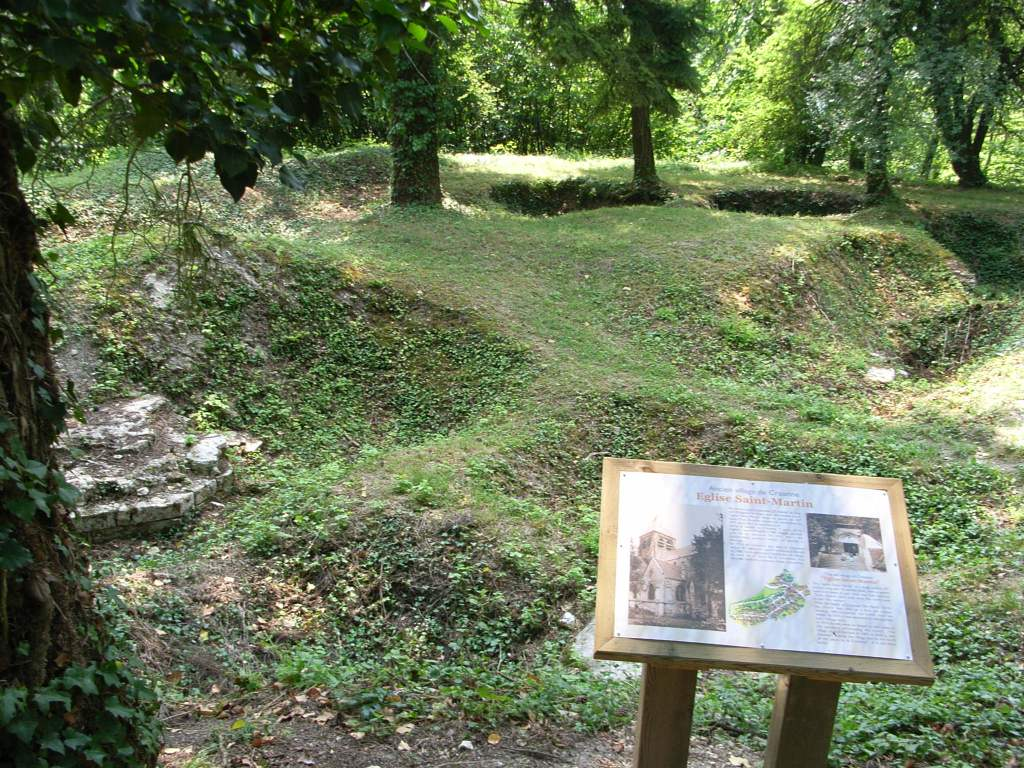
Ruines de l'ancien village de Craonne : emplacement de l'église Saint-Martin.

### Films
Il n'existe pas de films directement basés sur les combats du Chemin des Dames. Mais on pourra se reporter à ceux-ci :
- Les Sentiers de la gloire de Stanley Kubrick.
- D'après le documentaire historique Fusillés pour l'exemple de Patrick Cabouat (fr, 2003), il semblerait que les pertes françaises lors de l'offensive du Chemin des Dames s'élèvent à 180 000 morts.